# Roger Avermaete
Roger Avermaete, né le 27 octobre 1893 à Anvers et mort le 15 septembre dans la même ville, est un homme de lettres, romancier, dramaturge, essayiste, critique d’art , dessinateur, animateur et pédagogue belge.

## Biographie
Né le 27 octobre 1893 à Anvers, il fonde en 1919 le groupe Lumière avec des intellectuels d'avant-garde.
Il est également fondateur et directeur de l'École des Métiers d’art à Anvers (1926).
Membre de l'Institut de France et de l'Académie royale des sciences, des lettres et des beaux-arts de Belgique(Koninklijke Academie voor de Wetenschappen, Letteren  en Schone Kunsten van Begië en néerlandais), il est l’auteur d’une centaine d’ouvrages dont l'une des premières monographies d’art consacrées à la vie du peintre et sculpteur malinois Rik Wouters.
Son épouse Lucienne meurt en 1985, tandis qu'il meurt trois ans plus tard, le 15 septembre 1988, à Anvers. Il est inhumé au Schoonselhof.

## Œuvres
- La Conjuration des chats, Ed. Lumière, 1920
- Cornemuse (en collaboration avec Joris Minne),  Ed. Lumière, 1921
- Quand les Enfants se battent,  Ed. Lumière, 1922
- La Légende du petit roi,  Ed. Renaissance d'Occident, 1923
- Un épouse modèle,  Ed. Kamplen
- L'Apologie de l'Adultère, Les éditions du monde moderne, 1925
- Le plus heureux des hommes
- Guillaume le Taciturne, prix Halphen de l'Académie française en 1941
- Rembrandt et son temps, Paris, Payot, 1952, prix Charles-Blanc de l’Académie française en 1953
- L'homme est bête et l'a toujours été
- Rik Wouters[6].